# Elezioni parlamentari in Bulgaria del 1990
Le elezioni parlamentari in Bulgaria del 1990 si tennero il 17 giugno per il rinnovo dell'Assemblea nazionale. In seguito all'esito elettorale, l'indipendente Dimitar Iliev Popov divenne Primo ministro.

## Risultati
| Liste                                | Voti      | %     | Seggi |
| ------------------------------------ | --------- | ----- | ----- |
| Partito Socialista Bulgaro           | 2 887 766 | 47,15 | 211   |
| Unione delle Forze Democratiche      | 2 217 798 | 36,21 | 144   |
| Movimento per i Diritti e le Libertà | 491 596   | 8,03  | 23    |
| Unione Nazionale Agraria Bulgara     | 368 929   | 6,02  | 16    |
| Partito Patriottico del Lavoro       | 36 668    | 0,60  | 1     |
| Partito di Alternativa Socialista    | 22 064    | 0,36  | –     |
| Unione Socialista Alternativa        | 16 061    | 0,26  | –     |
| Partito Liberale - Pernik            | 15 034    | 0,25  | –     |
| Altri                                | 68 584    | 1,12  | 4     |
| Totale                               | 6 124 501 | 100   | 400   |